# Reedley (Kalifornia)
Reedley város az USA Kalifornia államában, Fresno megyében. Lakosainak száma 25 227 fő (2020. április 1.).

## Népesség
A település népességének változása:
| Lakosok száma | 2447 | 24 194 | 25 227 |
|               | 1920 | 2010   | 2020   |